# Красный Холм (Воловский район)
Красный Холм — деревня в Воловском районе Тульской области России.
В рамках административно-территориального устройства входит в Никитский сельский округ Воловского района, в рамках организации местного самоуправления включается в Двориковское сельское поселение.

## История
В 1859 году в деревне было 62 двора, где жили 382 мужчин и 385 женщин.

## География
Расположена на федеральной автотрассе М4 «Дон», в 9 км к востоку от районного центра, посёлка городского типа Волово, в 76 км к юго-востоку от областного центра, г. Тулы. 

## Население
| 2002 | 2010 |
| ---- | ---- |
| 364  | ↘328 |